# Aniya Seki
Aniya Seki (japanisch アニヤ・セキ; * 15. Mai 1979 in Tokio) ist eine ehemalige japanische Boxerin aus Bern in der Schweiz.
Sie hielt 2012 den Weltmeistertitel im Superbantamgewicht (bis 55,225 kg) der GBU und der WIBF.
2015 errang sie u. a. diese beiden Gürtel im Bantamgewicht.
Am 27. Oktober 2018 verlor sie den Titelkampf der World Boxing Association im Frauen-Superfliegengewicht gegen Maribel Ramirez aus Mexiko.